# Sankt Tomas av Villanovas kyrka, Castel Gandolfo
Sankt Tomas av Villanovas kyrka, är en romersk-katolsk kyrkobyggnad i Castel Gandolfo i Italien. Kyrkan är en kollegiatskyrka som tillhör Albano suburbikariska stift. Den är uppkallad efter helgonet Tomas av Villanova, efter att han helgonförklarades 1658.
Kyrkan ritades av Giovanni Lorenzo Berini på uppdrag av påve Alexander VII. Den är belägen intill det Apostoliska palatset i Castel Gandolfo som är påvens traditionella sommarresidens. Under sin tid i Castel Gandolfo firar påven regelbundet mässan i Sankt Tomas av Villanovas kyrka.
Kyrkan byggdes mellan 1658 och 1661 och den stod färdig 1661 och invigdes samma år. I kyrkan finns målningar utförda av Borgognone. Altartavlan vid högaltaret föreställer Jesu korsfästelse med Jungfru Maria, Maria från Magdala och evangelisten Johannes. Stuckaturerna är utförda av Antonio Raggi.
Under andra världskriget skadades kyrkan av de allierades bombningar.
Sankt Tomas av Villanovas kyrka är också en populär kyrka för vigslar och i församlingens territorium ingår det apostoliska palatset och de påvliga villorna, och de som arbetar där.

## Orgel
Orgeln byggdes 1965 av Fratelli Ruffatti. Den är placerad på sidorna av absiden.

Kupolens insida.